# Romeo's Regrets
Romeo's Regrets — спільний мікстейп американського репера Lil Peep та британського репера Bexey, випущений 14 листопада 2015.

## Історія
Обкладинку для альбома створив Чейз Метісон, взявши за основу сцену з квесту Ромео і Джульєтти з відеогри RuneScape. Історія квесту заснована на тому, як Ромео і Джульєтта відчайдушно закохані один в одного, але батько Джульєтти не схвалює цього. Щоб завершити квест, гравець має допомогти знайти шлях, щоб вони одружилися, і жили довго та щасливо.
3 грудня 2015 на ютуб-каналі デーモンAstari був випущений офіційний кліп на пісню Repair, змонтоване Bexey.

## Трекліст
| #     | Назва     | Producer(s) | Тривалість |
| ----- | --------- | ----------- | ---------- |
| 1.    | «Repair»  | Paulie      | 2:36       |
| 2.    | «Poison»  | Eric Dingus | 5:26       |
| 3.    | «Watch»   | Kryptik     | 2:42       |
| 4.    | «Shelter» | Dub A       | 2:49       |
| 13:33 |           |             |            |